# 雨溪街道
雨溪镇，是中华人民共和国湖南省邵陽市大祥区下辖的一个乡镇级行政单位。

## 行政区划
雨溪镇下辖以下地区：
雨溪社区、社山村、新冲村、五花村、翁家村、歧山村、新院村、塘瑶村、罗塘村、唐四村、河洲村和小田村。